# 円光
円光（えんこう）は、埼玉県熊谷市の町名。現行行政地名は円光一丁目および二丁目。郵便番号は360-0813。

## 地理
熊谷市の中心部に位置しており、熊谷駅からは北に1 ㎞ほど離れている。

### 河川
- 新星川 - 星川の源流部

## 沿革
- 1991年（平成3年）7月1日 - 大字肥塚などから円光一丁目・二丁目が成立[4]。肥塚の小字名を由来とする。

## 世帯数と人口
2017年（平成29年）9月1日現在の世帯数と人口は以下の通りである。
| 丁目       | 世帯数  | 人口    |
| ---------- | ------- | ------- |
| 円光一丁目 | 377世帯 | 880人   |
| 円光二丁目 | 247世帯 | 618人   |
| 計         | 624世帯 | 1,498人 |

## 交通

### 道路
- 埼玉県道341号太田熊谷線

## 施設
- 報恩寺[5]
- 家畜保健衛生所
- メモリアル彩雲（火葬場）[6]